# Патерас Пескара, Рауль
Рауль Патерас Пескара де Кастеллуччио (1890 — 1966), маркиз Патерас-Пескара, был инженером и изобретателем из Аргентины, который специализировался на автомобилях, вертолетах и свободно-поршневых двигателях внутреннего сгорания.
Пескара считается инженером, который впервые применил авторотацию для безопасной посадки поврежденного вертолета. Он также установил мировой рекорд (на тот момент) в 1924 году, достигнув скорости 8 миль в час (13 км / ч) на вертолете.
Стал прототипом персонажа Куртиаль де Перейр в романе Луи Фердинанда Селина «Смерть в кредит».

## Биография
Пескара родился в Буэнос-Айресе, в начале 20-го века его семья покинула Аргентину и вернулась в Европу.

### Авиация
В 1911 году, используя мастерскую, Пескара вместе с Гюставом Эйфелем протестировал в аэродинамической трубе масштабную модель (1:20) гидросамолета (моноплана) под названием Pateras Pescara, разработанную Пескарой и итальянским инженером Алессандро Гуидони. В 1912 году министерство военно-морского флота Италии поручило Гуидони построить бомбардировщик по модели Пескары. Но после испытаний в 1914 году Гуидони не смог создать необходимый дизайн. Начиная с 1919 года Пескара построил несколько моделей вертолетов с соосными несущими винтами и получил многочисленные патенты в нескольких странах. В 1921 году он проверил свою машину на родине, а затем переехал в Париж, где было доступно государственное финансирование. Его модель «№ 3» имела два вращающихся в противоположных направлениях винта, каждый из которых имел четыре аэродинамических профиля, а каждый лопасть в свою очередь представляла собой крыло-биплан с деформацией крыла для лучшего управления.
16 января 1924 года в Исси-ле-Мулино под Парижем Пескара побил свой собственный мировой рекорд по полету на вертолете, на своей моделе 2F «Маркиз Патерас», он оставался в воздухе 8 минут 13 секунд 4/5, пролетел 1 160 метров (3810 футов) — около 0,72 миль (1,16 км) — по вертикальной линии. 29 января 1924 года, в попытке выиграть приз французского аэроклуба на дистанции в 1 километр (0,62 мили) по замкнутому контуру, Пескара завершил круг за 10 минут 33 секунды, но не был допущен к квалификации из-за короткого контакта его вертолета с землей. На вертолете, оснащенном соосными несущими винтами, инженер установил первый рекорд, признанный Международной авиационной федерацией (FAI) — 18 апреля 1924 года он преодолел расстояние 736 метров (2415 футов), за 4 минуты 11 секунд (приблизительно 13 км / ч (8,1 мили в час)) на высоте 1,8 м (5 футов 11 дюймов).

### Автоиндустрия
В 1929 году совместно со своим братом Анри, итальянским инженером Эдмондом Моглиа и правительством Испании Пескара основал «Национальный автомобильный завод» (La Fábrica Nacional de Automóviles), инвестиции в который составили 70 миллионов песет. Пескара использовал новую фабрику, сосредоточившись на производстве автомобилей. В 1931 году он представил свою первую модель, Nacional Pescara, на Парижском автосалоне. Автомобиль появился в Большом дворце рядом с Avions Voisin, а позже в 1931 году восьмицилиндровый спорткар выиграл Гран-при Европы по хилклаймбингу.

### Производство воздушных компрессоров
Гражданская война в Испании вынудила Пескару вернуться во Францию. 28 февраля 1933 года в Люксембурге была открыта компания по производству автокомпрессоров (Pescara Auto-compressor Company). Компания функционировала в течение 30 лет благодаря шести французским патентам одного из ее акционеров и корпорации Pescara & Raymond, базирующейся в Дувре, штат Делавэр, США.

### Производство свободнопоршневых двигателей и генераторов
Во время Второй мировой войны Пескара работал на электроэнергитическую компанию в Португалии. Свободно-поршневые двигатели внутреннего сгорания заслужили внимания, как только они были произведены серийно французской компанией Société Industrielle Générale de Mécanique Appliquée (SIGMA), которая разработала GS-34, двигатель мощностью в 1138 лошадиных сил. В 1963 году Пескара воссоединился со своими сыновьями в Париже, где в то время он работал экспертом для С. Н. Мареп во время испытаний своего 2000-сильного EPLH-40. Впоследствии Пескара предложила производство более мощных машин — новых тандемных двигателей на основе существующих EPLH-40 и GS-34. Но, к сожалению, скончался в Париже, Франция, еще до того, как была создана компания, которая должна была разработать предложение инженера.